# إدي هيغينز
إدي هيغينز (بالإنجليزية: Eddie Higgins)‏ هو عازف بيانو أمريكي، ولد في 21 فبراير 1932 في كامبريدج في الولايات المتحدة، وتوفي في 31 أغسطس 2009 في فورت لودرديل في الولايات المتحدة بسبب سرطان البنكرياس.

## وصلات خارجية
- إدي هيغينز على موقع ميوزك برينز (الإنجليزية)
- إدي هيغينز على موقع أول ميوزيك (الإنجليزية)
- إدي هيغينز على موقع ديسكوغز (الإنجليزية)